# Cryptocephalus cantabricus
Cryptocephalus cantabricus là một loài bọ cánh cứng trong họ Chrysomelidae. Loài này được Franz miêu tả khoa học năm 1958.